# حمض الأراكيدونيك
حَمْضُ الأرَاكيدونيك  هو حمض دهني أوميغا-6 (ω-6) متعدد عدم الإشباع (4 روابط مزدوجة) وهو مشتق من حمض الأراكيديك. اشتقت التسمية في كل من حمض الأراكيدونيك وحمض الأراكيديك من الكلمة اللاتينية arachis والتي تعني الفول السوداني، حيث أن حمض الأراكيديك يوجد كمكوّن فيها، في حين أن حمض الأراكيدونيك لا يوجد بشكل طبيعي لا في الفول السوداني ولا في النباتات الأخرى.

## علم الأحياء
حمض الأراكيدونيك موجود في الدهون الفوسفاتية (خاصة فسفاتيديل إيثانولامين، فوسفاتيديل كولين، وفوسفاتيدنيلوسيدات) من أغشية خلايا الجسم، موجود بوفرة في الدماغ والعضلات والكبد. العضلات الهيكلية تعتبر موقع نشط بشكل خاص للاحتفاظ بحمض الأراكيدونيك، وهو يمثل ما يقرب من 10-20 ٪ من محتوى الأحماض الدهنية الفوسفوليبيد بشكل عام.
بالإضافة إلى ذلك فهو مستخدم أيضا في الإشارات الخلوية كمرسل ثاني دهني يشارك في تنظيم إنزيمات التأشير، مثل الفوسفوليباز C PLC -γ و PLC-δ و PKC -α و -β، يعتبر حمض الأراكيدونيك أيضا وسيط للالتهاب ويمكن أن يكون بمثابة موسع للأوعية الدموية.

## الوفرة الطبيعية والتحضير
يتحرر حمض الأراكيدونيك من جزيئات الدهن الفوسفوري عن طريق الإنزيم PLA2 فوسفوليباز A2 والذي يفصم الحمض الدهني، كما يتشكّل من مركبات ثنائي الغليسيريد عن طريق ليباز ثنائي أسيل الغليسيرول.
لا يعد حمض الأراكيدونيك من الأحماض الدهنية الأساسية، وهو لا يوجد بشكل طبيعي في النباتات، ولكن يوجد في الأغدية ذات المصدر الحيواني مثل اللحوم والبيض ومشتقات الحليب. ينتج هذا الحمض عند الحيوانات من الحمض الدهني الأساسي حمض اللينولييك (حمض زيت الكتان)، وذلك عبر حمض غاما-لينولينيك (GLA) وحمض ثنائي هومو-غاما-لينولينيك (DGLA). يكثر وجود حمض الأراكيدونيك في الدهون الفوسفورية في الأغشية الخلوية، وخاصة في مناطق الدماغ والعضلات والكبد.

## الاستقلاب
يتم استقلاب حمض الأراكيدونيك في جسم الإنسان بإحدى ثلاث طرق:
- عبر إنزيمات سيكلوأكسجيناز لتعطي مركبات بروستاغلاندين
- عبر إنزيمات ليبوأكسجيناز لتعطي مركبات ليوكوترين
- عبر سيتوكروم بي450 تحدث عملية تشكيل إيبوكسيد أو إضافة هيدرروكسيل ليعطي مركبات EETs أو HETEs.

## اقرأ أيضاً
- حمض الأراكيديك